# Primera División Uruguaya 1966
Il campionato era formato da dieci squadre e il Nacional vinse il titolo.

## Classifica finale
| Pos. | Squadra              | G  | V  | N | P  | GF | GS | Punti |
| ---- | -------------------- | -- | -- | - | -- | -- | -- | ----- |
| 1    | Nacional             | 18 | 11 | 6 | 1  | 28 | 6  | 28    |
| 2    | Peñarol              | 18 | 10 | 6 | 2  | 31 | 11 | 26    |
| 3    | Cerro                | 18 | 9  | 5 | 4  | 31 | 15 | 23    |
| 4    | Rampla Juniors       | 18 | 9  | 4 | 5  | 26 | 18 | 22    |
| 5    | Danubio              | 18 | 8  | 6 | 4  | 24 | 15 | 22    |
| 6    | Sud América          | 18 | 4  | 6 | 8  | 15 | 30 | 14    |
| 7    | Montevideo Wanderers | 18 | 5  | 3 | 10 | 18 | 29 | 13    |
| 8    | Defensor             | 18 | 3  | 6 | 9  | 9  | 24 | 12    |
| 9    | Fénix                | 18 | 3  | 4 | 11 | 15 | 30 | 10    |
| 10   | Racing Montevideo    | 18 | 4  | 2 | 12 | 23 | 42 | 10    |

G = Partite giocate; V = Vittorie; N = Nulle/Pareggi; P = Perse; GF = Goal fatti; GS = Goal subiti; 

## Classifica marcatori
| Gol |  |  | Giocatore       | Squadra |
| --- |  |  | --------------- | ------- |
| 12  |  |  | Araquem de Melo | Danubio |